# Ода (Саксония)
Вижте пояснителната страница за други личности с името Ода.
Ода Саксонска (на немски: Oda von Sachsen; * 805/806, † 17 май 913) от род Билунги, e съпруга на граф Лиудолф, родоначалник на Лиудолфингите.

## Биография
Тя е дъщеря на princeps Билунг от род Билунги и Еда ила Ада (Aeda).
Преди 830 г. Ода се омъжва за Лиудолф, който е от 840 г. граф и през 844 – 866? г. херцог на племенното Херцогство Саксония, родоначалник на Лиудолфингите. През 845/846 г. Ода и Лиудолф пътуват до Рим при папа Сергий II. През 852 г. нейният съпруг основава женски манастир в Брунсхаузен, който през 881 г. е преместен в по-късния манастир Гандерсхайм. Съпругът ѝ е погребан в Брунсхаузен.
Ода живее 107 години и е погребана в църквата на манастира Гандерсхайм, където са погребани ранните Лиудолфинги.

## Деца
Ода и Лиудолф имат 11 или 12 деца:
- Бруно или Брун († 2 февруари 880), граф на Саксония от 877 г.; убит в битка против норманите
- Отон I Сиятелни или Ото († 30 ноември 912 г.), от 888 г. граф в Южна Тюрингия, граф в Айхсфелд, 908 г. светски игумен на Херсфелд, погребан в църквата Гандерсхайм; ∞ Хадвига Бабенберг (Hathui) († 24 декември 903), дъщеря на Хайнрих, princeps militiae, херцог на Австразия (dux Austrasiorum, от род Попони) и прапраправнучка на Карл Велики. Той е баща на Хайнрих I Птицелов, 919 – 936 г. крал на Източното франкско кралство.
- Танкмар, 877/879 игумен на Корвей
- Луитгарда († 17 или 30 ноември 885, погребана в Ашафенбург; ∞ пр. 29 ноември 874 г. за Лудвиг III Младши, крал на Източното франкско кралство († 20 януари 882) (от Каролингите)
- Енда ∞ NN
- Хатумод, (* 840, † 29 ноември 874), 852 г. игуменка на Гандерсхайм, погребана в Брунсхаузен (Бад Гандерсхайм)
- Герберга I († 5 септември 896/897), 874 игуменка на Гандерсхайм
- Христина († 1 април 919/920), 896 – 897 игуменка на Гандерсхайм, погребана в църквата Гандерсхайм
- 1 дъщеря († малка) и 2 или 3 сина